# Atri
Atri é uma comuna italiana da região dos Abruzos, província de Teramo, com cerca de 11.260 habitantes. Estende-se por uma área de 91 km², tendo uma densidade populacional de  hab/km². Faz fronteira com .

## Demografia
| Variação demográfica do município entre 1861 e 2011                               |
|                                                                                   |
| Fonte: Istituto Nazionale di Statistica (ISTAT) - Elaboração gráfica da Wikipedia |